# Ameles heldreichi
Ameles heldreichi är en bönsyrseart som beskrevs av Brunner 1882. Ameles heldreichi ingår i släktet Ameles och familjen Mantidae. Inga underarter finns listade i Catalogue of Life.